# عين الزرقا (حمص)
عين الزرقا قرية سوريّة تتبع إداريّاً لمحافظة حمص منطقة حمص ناحية حمص، بلغ تعداد سكانها 955 نسمة حسب التعداد السكاني لعام 2004.